# Canone inverso - Making Love
Pour plus de détails, voir Fiche technique et Distribution.
Canone inverso - Making Love est un film italien réalisé par Ricky Tognazzi, sorti en 2000.

## Fiche technique
- Titre français : Canone inverso - Making Love
- Réalisation : Ricky Tognazzi
- Scénario : Ricky Tognazzi, Graziano Diana et Simona Izzo d'après le roman de Paolo Maurensig
- Photographie : Fabio Cianchetti
- Musique : Ennio Morricone
- Production : Vittorio Cecchi Gori
- Pays d'origine : Italie
- Genre : drame
- Date de sortie : 2000

## Distribution
- Hans Matheson : Jeno Varga
- Mélanie Thierry : Sophie Levi
- Lee Williams : David Blau
- Gabriel Byrne : le violoniste
- Ricky Tognazzi : Baron Blau
- Peter Vaughan : Old Baron Blau
- Mattia Sbragia : Maestro Weigel
- Domiziana Giordano : Baronne Blau
- Rachel Shelley : mère de Jeno
- Gregory Harrison